# 燕湯

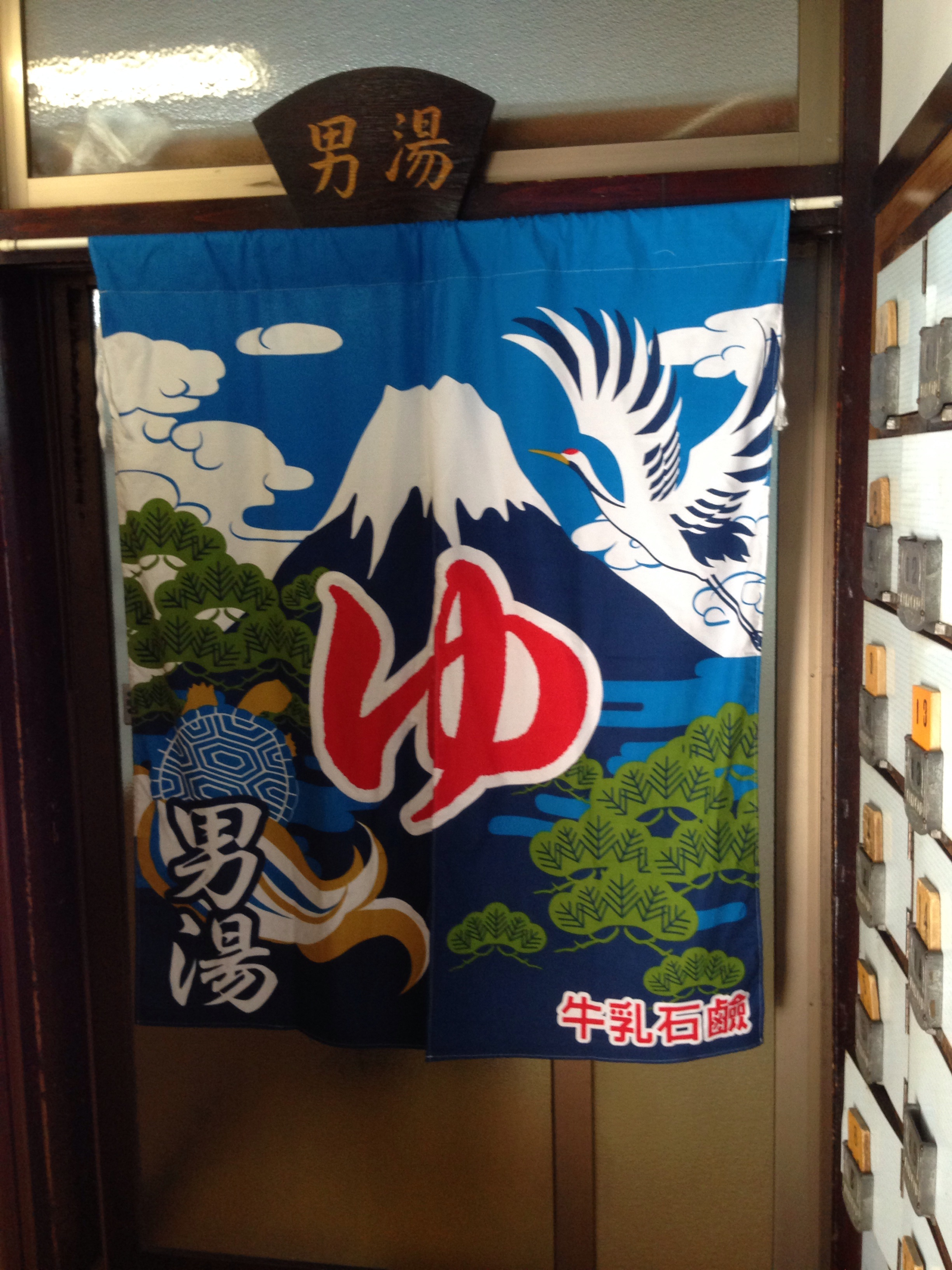
男湯入り口ののれん

燕湯（つばめゆ）は、東京都台東区上野にある公衆浴場（銭湯）。建物全体と浴室にある岩山が国の登録有形文化財に登録されている。

## 歴史・建物の特徴・文化財
開業時期は不明だが、太平洋戦争中の昭和20年（1945年）に空襲で建物が焼失したため、昭和25年（1950年）に現在の建物が再建されている。先代の店主は新潟県の燕三条地方出身だったため「燕湯」という屋号になったといい、昭和29年（1954年）に現店主の曽祖父（先代とは別の家系）が三番目の代を継いだ際に屋号も引き継いでいる。
2008年（平成20年）に前述の曽祖父の代から数えて四代目が引き継ぐと、同年には建造物並びに浴室の岩山が「再現することが容易でないもの」として、東京都の銭湯では唯一となる国の登録有形文化財に登録されている。ペンキ絵（以前は富士山が描かれていたが、2012年5月より富山県の立山に変更となった/共に中島盛夫作）の横にある岩山は実際に富士山の溶岩で造られており、現在では富士山が国立公園となって溶岩などの岩石を持ち出すことは当然できないため、大変貴重なものである。
なお、当銭湯では文化財の登録以降に湯を沸かす燃料をガスに変更し煤煙が出なくなったため、煙突については文化財の関連機関と連絡を取った上で助言に従い、痕跡を残しつつ取り壊している。

## 銭湯の特徴
当銭湯は前述の文化財となっている他に早朝から営業している銭湯としても有名で、これは秋葉原UDXビルの辺りにかつてあった「ヤッチャバ」と呼ばれる野菜市場や上野駅まで出かけてきた行商など、夜中から早朝まで働く人々に向けて早朝営業をしていた名残であるという。
また、湯の温度は高めであるがかつてのように随時高温というわけではなく、早朝の常連の人に向けて一時的に48°C〜50°C位まで沸かすものの時間が経つにつれて自然と下がり、45°C〜46°C位の温度でキープしている。なお、季節により温度も変わってくるためこれよりぬるい時などもある。
営業時には湯が“沸いた”ことを表す「わ」の板が、閉店時には湯を“抜いた”ことを表す「ぬ」の板が入り口に掛けられている（銭湯芸術家のウエハラヨシハル作）。この他、毎週日曜には薬湯などの変わり湯を実施している。

## 施設情報

### 営業時間
- 朝6:00 - 20:00

※都合により昼休憩を設ける場合あり。最近では2014年1月21日〜3月末まで平日のみ昼休憩（12:00 - 15:00）を設けていた（同年4月1日より通常の通し営業となる）。最新情報は「公式Twitter」や銭湯内の告知を参照。
- 月曜・火曜定休（2021年10月から月曜火曜定休と、公式Twitterにて告知あり。）[5]

### 料金
- 大人：520円（中学生以上）
- 中人：200円（小学生）
- 小人：100円（未就学児）

※2023年7月現在の東京都における普通公衆浴場料金

## 所在地
東京都台東区上野3-14-5

### 交通
以下は、「公式サイト」に記載されている情報を基にしている。
- JR線「御徒町駅」より徒歩約4分
- 都営地下鉄大江戸線「上野御徒町駅」より徒歩約5分
- 東京メトロ銀座線「上野広小路駅」より徒歩約4分
- 東京メトロ日比谷線「仲御徒町駅」より徒歩約7分
- 東京メトロ千代田線「湯島駅」より徒歩約5分

## その他
当銭湯の上の階（銭湯の入り口左側に階段がある）には、「ハワイアンジュエリー」という工房併設ショップが入っている。

## 参考資料・文献
- 台東区の銭湯「燕湯」女将 橋爪雅栄さんインタビュー（日本お風呂・温泉倶楽部）